# Plavolaskine ljubezni
Plavolaskine ljubezni (češko Lásky jedné plavovlásky) je češkoslovaški komični film iz leta 1965, ki ga je režiral Miloš Forman. Zgodba sledi mladi Anduli (Hana Brejchová), ki ob rutinskem delu v tovarni čevljev v češkoslovaškem mestecu poskuša najti romantično zvezo. Forman je zgodbo osnoval na resničnem dogodku iz svoje preteklosti in snemanje se je osredotočilo na ustvarjanje občutka in izgleda resničnega življenja s snemanjem v majhnem češkem mestu s tovarno čevljev, uporabo večjega števila neprofesionalnih igralcev, zanašanjem na improvizacijo dialogov in uporabo dokumentarnega načina snemanja.
Film je bil premierno prikazan 12. novembra 1965 in je naletel na velik uspeh tako pri gledalcih v domovini, kot tudi na filmskih festivalih, kjer je osvojil več nominacij in nagrad. Naletel je tudi na pretežno dobre ocene kritikov. Danes film večja za enega najpomembnejših predstavnikov češkega novega vala, ki je izkoristil začasno sprostitev državnega nadzora nad umetnostjo za raziskovanje novih filmskih smeri in podajanje kritik socialno-političnih razmer v državi. Nominiran je bil za zlatega leva, zlati globus in oskarja za najboljši tujejezični film na 39. podelitvi oskarjev. Filmska revija Empire ga je leta 2010 uvrstila na 89. mesto lestvice stotih najboljših filmov svetovne kinematografije.

## Vloge
- Hana Brejchová kot Andula
- Vladimír Pucholt kot Milda
- Vladimír Menšík kot Vacovský
- Ivan Kheil kot Maňas
- Jiří Hrubý kot Burda
- Milada Ježková kot Mildova mati
- Josef Šebánek kot Mildov oče
- Josef Kolb kot Pokorný
- Marie Salačová kot Marie
- Jana Nováková kot Jana
- Táňa Zelinková kot Girl
- Zdena Lorencová kot Zdena
- Jan Vostrčil kot polkovnik
- Antonín Blažejovský kot Tonda